# Шарипово (Кушнаренковский район)
Шарипово (баш. Шәрип) — село в Кушнаренковском районе Башкортостана, административный центр Шариповского сельсовета.

## Население
| 2002 | 2009 | 2010 |
| ---- | ---- | ---- |
| 644  | ↘581 | ↗648 |

## Географическое положение
Находится в месте слияния рек Каряки и Кармасан.
Расстояние до:
- районного центра (Кушнаренково): 23 км,
- ближайшей ж/д станции (Уфа): 37 км

## Известные уроженцы
- Валиев, Файзи (1892 — 29 ноября 1941) — российский, советский башкирский и татарский писатель[4].